# 학교생활기록부
학교생활기록부(學校生活記錄簿)는 학생의 학적을 기록한 장부이다. 학교 성적뿐만 아니라 학교에서의 특별 활동, 행동 특성, 신체적 발달 사항 등이 기록된다.
과거에는 학적부, 생활기록부라고 했으며, 1995년 5.31 교육개혁안에 따라 ▲학교에서 이수한 전 교과목별 성취수준과 석차 ▲교과별 세부능력및 특기사항 ▲출결사항, 특별활동, 단체활동, 봉사활동사항 ▲자격증획득, 각종대회 참가및 입상실적 ▲성격및 품성등 학생의 학교생활을 총체적으로 기록하는 종합생활기록부를 도입했으며 1996년에 개선안을 발표하면서 그 명칭을 학교생활기록부로 변경하였다. 학교생활기록부는 줄여서 학생부, 생기부라고도 부른다. 또한 입시에서는 내신이라고도 부른다. 
주로 해당 학생이 소속된 학급의 담임 교사에 의해 작성되며, 고등학교 혹은 대학 입시에서 중요한 서류로 활용된다. 현재는 교육행정정보시스템(NEIS, 나이스)를 통하여 작성, 관리된다.
요즘의 대부분의 학교에서는 학교생활통지표를 제작하여, 학기말 방학식에 학생에게 제공한다.

## 기재사항
I. 인적사항 : 학생 본인의 이름, 주민등록번호, 성별, 주소지, 가족 상황을 기록한다.

II. 학적사항 : 입학, 전입학, 퇴학, 졸업 등의 학적을 기록한다.

III. 출결상황 : 출석, 결석, 지각, 조퇴 등의 사항을 기록한다.

IV. 수상경력 : 수상한 사실을 기록한다.

V. 자격증 및 인증 취득상황 : 학생의 자격사항을 작성한다.

VI. 진로희망사항 : 학생 특기와 학생과 학부모의 장래희망을 기록한다.

VII. 창의적 체험활동상황

VIII. 교과학습발달상황 : 교과학습발달상황을 기록한다. 중학생은 절대평가에 의한 성취도 점수인 A, B, C, D, E으로 부여받고, 고등학생은 대부분 석차백분율에 의한 9개 등급을 부여한다.

IX. 독서활동상황

X. 행동특성 및 종합의견

## 바이트 수
한글을 2바이트로 하고 알파벳, 숫자, 공백을 1바이트로 하는 통상적인 계산법과는 달리, 생기부를 포함한 교육행정정보시스템에서는 바이트 수를 조금 다르게 계산한다. 한글은 3바이트이고, 알파벳, 숫자, 공백은 1바이트이다. 따라서, 일반적인 바이트 계산기를 기준으로 작성할 경우 문제가 발생하며, 별도의 전용 프로그램을 사용하여야 한다. 학교생활기록부 작성 프로그램 보관됨 2017-04-26 - 웨이백 머신 스쿨로직

## 판례
- 교육부 장관이 내신성적 산정기준의 통일을 기하기 위해 대학입시기본계획의 내용에서 내신성적 산정기준에 관한 시행지침을 마련하여 시·도 교육감에게 통보한 것은 행정조직 내부에서 내신성적 평가에 관한 내부적 심사기준을 시달한 것에 불과하며, 각 고등학교에서 위 지침에 일률적으로 기속되어 내신성적을 산정할 수 밖에 없고 또 대학에서도 이를 그대로 내신성적으로 인정하여 입학생을 선발할 수밖에 없는 관계로 장차 일부 수험생들이 위 지침으로 인해 어떤 불이익을 입을 개연성이 없지는 아니하나, 그러한 사정만으로서 위 지침에 의하여 곧바로 개별적이고 구체적인 권리의 침해를 받은 것으로는도저히 인정할 수 없으므로, 그것만으로는 현실적으로 특정인의 구체적인 권리의무에 직접적으로 변동을 초래케 하는 것은 아니라 할 것이어서 내신성적 산정지침을 항고소송의 대상이 되는 행정처분으로 볼 수 없다.[5]

## 같이 보기
- 교육행정정보시스템
- 대학수학능력시험
- 대한민국의 초등학교 교과목
- 대한민국의 중학교 교과목
- 대한민국의 고등학교 교과목
- 고입선발고사
- 대한민국의 대학 입시 제도

## 주해
1. ↑  2011년 3월 1일 이후 수상 내역은 교내상만 입력된다.
2. ↑  2011년 학교생활기록 작성 및 관리지침(교육과학기술부 훈령 제205호)의 개정으로 초.중학교는 폐지 고등학교는 기술 관련 자격증만 입력 가능하다.
3. ↑  2012학년도 성취평가제 시행으로 2012학년도 신입생부터는 성취도 점수에 의한 A, B, C, D, E을 부여 받으나 2011학년도 신입생까지는 기존처럼 석차(동석차)/이수자수으로 부여함